# 埃里克·约翰逊 (冰球运动员)
埃里克·约翰逊（英語：Erik Johnson，1988年3月21日—），美国男子冰球运动员，场上位置是后卫。他曾代表美国国家队参加2010年冬季奥林匹克运动会冰球比赛，获得一枚银牌。